# جاك أندريه نيجون
جاك أندريه نِيْجُون (بالفرنسية) Jacques-André Naigeon فنان، فيلسوف ملحد، كاتب، ومفكر فرنسي. ولد يوم 15يوليو 1738 في باريس، وتوفي فيها يوم 28 فبراير 1810. اشتهر بمساهماته بموسوعة إنسيكلوبيدي، وإعادة صياغة مخطوطات دنيس ديدرو وبارون دي هولباخ.

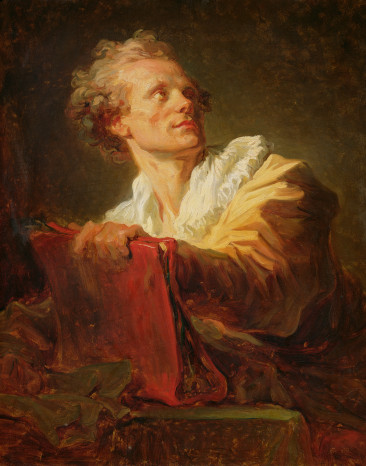
لوحة من عمل الفنان جان هونوري فراغونارد، يُعْتقد أنها لـ جاك أندريه نيجون